# Skæv sø
Skæv sø er et maritimt udtryk for en bølge, der er højere og/eller har en anden retning end de andre bølger. 
Bølgerne (søen) skabes af vinden, og de fleste vil følge vindens retning – dog påvirket af strøm samt af eventuelle dønninger fra en tidligere vind eller fra en vind, der blæser anderledes i et tilstødende område. 
Bølgehøjden afhænger af både vindhastighed, vindvarighed og vindgreb (hvor langt vinden blæser i samme retning over det samme havområde) samt af vanddybden. Men en skæv sø opfører sig altså anderledes end gennemsnitsbølgen. 
Søfolk har respekt for skæve søer, da de kan give en uventet bevægelse af skibet – eksempelvis til fare for den, der arbejder på en lejder (stige eller trappe). 
En voldsom skæv sø (ekstrem bølge eller freak wave) kan desuden give skader på skibet og i værste tilfælde føre til forlis.